# Афанасьев, Владимир Георгиевич
Влади́мир Гео́ргиевич Афана́сьев (род. 5 октября 1941 года) — советский и российский историк, специалист по истории топливной промышленности и горного дела в Российской империи и СССР. Доктор исторических наук, профессор.

## Биография
В 1973 году окончил исторический факультет Ленинградского государственного университета имени А. А. Жданова, там же 1976 году аспирантуру и в 1977 году защитил диссертацию на соискание учёной степени кандидата исторических наук по теме «Деятельность Ленинградской партийной организации по созданию топливно-энергетической базы в годы первых пятилеток (1929—1937 гг.)» (специальность 07.00.01 — история Коммунистической партии Советского Союза).
В 1976 — 1993 годах — доцент общеуниверситетской кафедры истории Ленинградского государственного университета имени А. А. Жданова/Санкт-Петербургского государственного университета.
В 1983 году защитил диссертацию на соискание учёной степени доктора исторических наук по теме «История создания и развития топливной базы РСФСР в 1917 — июнь 1941 гг.: политико-экономический аспект (На материалах партийных и государственных органов)» (специальность 07.00.01 — история общественных движений и политических партий).
С 1994 года — профессор кафедры истории (в 1994 — 2016 годах — заведующий кафедрой) факультета фундаментальных и гуманитарных дисциплин Санкт-Петербургского горного университета.
Родители: отец — Афанасьев Георгий Михайлович (1914—1978), мать — Афанасьева Александра Петровна (1913—1985).
Семья: жена — Афанасьева Людмила Ивановна 1946 г. р., врач-психиатр. Дочь — Захарова Татьяна Владимировна 1969 г. р., учитель высшей категории.

## Научные труды

### Монографии
- Соколов А. Р., Афанасьев В. Г., Кравцов А. Т., Ложкина Л. Г., Никитишина С. О., Одинабекова Л. М., Полярная Ж. А., Русакова Т. А., Свирина Е. С., Селедкина С. Н., Ткачёва И. Д., Файнштейн Л. А., Шалыгин Л. М. История создания и развития Санкт-Петербургского горного института. 1773—1998. Т. I. — СПб.: Медиа-маркет, 1998. — 192 с. ISBN 5-230-19629-7

- Афанасьев В. Г., Полярная Ж. А., Полярная Ж. А. История развития угольной, нефтяной и газовой промышленности России. Уфа: Уфимский государственный нефтяной технический университет, 1999. — 144 С.

- Афанасьев В. Г., Севастьянов Ф. Л., Гаврилова Л. М. Развитие горного дела в эпоху Екатерины II. СПб.: Санкт-Петербургский государственный горный институт, 2000. — 176 С.

- Афанасьев В. Г., Шайдуров В. Н., Рудник С. Н., Позина Л. Т., Подольский С. И., Мокеев А. Б., Микешин М. И., Лейберов А. И., Друзин М. В., Волошинова И. В. Во главе Горного института. Директора учебного заведения (1773—1917). СПб.: Санкт-Петербургский горный университет, 2000. — 240 С.

- Соколов А. Р., Раскин Д. И., Афанасьев В. Г., Берсенев В. В., Волкова С. В., Алексеева Т. А., Казанцев С. М., Капустина М. А., Ильин А. В., Карамышев О. М., Тимошина Е. В., Корнева Н. М. Институт генерал-губернаторства и наместничества в Российской империи: В 2 т. Т. 1. / Под ред. В. В. Черкесова. — СПб. : Юридический центр Пресс, 2003. — 577 с. ISBN 5-94201-134-6.

- Афанасьев В. Г., Севастьянов Ф. Л., Позина Л. Т., Плюхина Т. В., Волошинова И. В., Севастьянов Ф. Л., Позина Л. Т., Плюхина Т. В., Волошинова И. В. Очерки истории Горного института (1773—1917). СПб.: Санкт-Петербургский государственный горный институт, 2010. — 185 С.

- Афанасьев В. Г., Севастьянов Ф. Л., Волошинова И. В. Выпускник Горного института барон Врангель: жизнь и судьба. СПб.: Санкт-Петербургский государственный горный институт, 2010. — 200 С.

- Афанасьев В. Г., История русской интеллигенции. СПб.: Невский институт, 2013. — 223 С.

- Афанасьев В. Г., Волошинова И. В., Друзин М. В., Лейберов А. И., Микешин М. И., Мокеев А. Б., Подольский С. И., Позина Л. Т., Рудник С. Н., Шайдуров В. Н. Во главе Горного института. Директора учебного заведения (1773—1918). — СПб.: Санкт-Петербургский горный университет, 2017. — 240 с. ISBN 978-5-94211-739-9

- Афанасьев В. Г., Соколов А. Р. Во благо России. Воспитанники Горного института в культуре и общественно-политической жизни России (1773—1918). СПб.: Санкт-Петербургский государственный горный университет, 2020. — 288 С.

- Афанасьев В. Г., Волошинова И. В., Лейберов А. И., Мокеев А. Б. и др. Во главе Горного института. Директора учебного заведения (1773—1918). СПб.: Санкт-Петербургский горный университет, 2021. — 231 С.

### Статьи
- Афанасьев В. Г. В. И. Ленин об использовании местных видов топлива под Петроградом // Вестник Ленинградского университета. 1976. № 2.
- Афанасьев В. Г., Белоглазов И. Н. Фрайбергская горная академия и развитие горного дела в России — три века делового содружества // Горный журнал. 2010. № 2. С. 85-88.
- Афанасьев В. Г. Из истории подготовки и использования горных инженеров в 20-30-е годы XX в. // Записки Горного института. 2010. Т. 187. С. 160—164.
- Афанасьев В. Г. Михаил Фёдорович Соймонов (1730—1804) — один из основоположников горного дела в России // Горный журнал. 2011. № 8. С. 109—112.
- Афанасьев В. Г. Роль научных школ в развитии инновационных процессов преподавания гуманитарных наук в технических вузах // Записки Горного института. 2011. Т. 193. С. 94-96.
- Афанасьев В. Г. Работники горной отрасли в Отечественной войне 1812 г. // Вестник Санкт-Петербургского государственного университета культуры и искусств. 2012. № 4 (13). С. 44-48.
- Афанасьев В. Г., Шестакова И. Г. Демидовская премия: вклад сотрудников горного института в становление науки и промышленности России // Клио. 2013. № 11 (83). С. 137—142.
- Афанасьев В. Г. Александр Васильевич Алябьев // Клио. 2013. № 8 (80). С. 114—118.
- Афанасьев В. Г. Нефтяники Санкт-Петербургского горного института. Студент Иван Губкин // Нефтяное хозяйство. 2014. № 1. С. 114—116.
- Афанасьев В. Г. Академик Феодосий Николаевич Чернышёв. 1856—1914 // Клио. 2014. № 12 (96). С. 120—124.
- Афанасьев В. Г. Фрайбергская горная академия и Россия: два с половиной века делового сотрудничества // Записки Горного института. 2015. Т. 216. С. 131—137.
- Афанасьев В. Г. Директор горного института Д. П. Коновалов: жизнь и судьба // Вестник Луганского государственного университета имени Владимира Даля. 2015. № 1 (1). С. 112—116.
- Афанасьев В. Г. История высшего горного образования в дореволюционной России: успехи и проблемы // Вестник Луганского государственного университета имени Владимира Даля. 2015. № 1 (1). С. 125—127.
- Афанасьев В. Г., Волошинова И. В. Горный институт и его студент Петр Врангель // Новый исторический вестник, № 2. Т. 52. 2017. С. 140—166.
- Афанасьев В. Г., Волошинова И. В. Civil Status of Members of Ethnolocal Groups in Western Siberia in the 19th and early 20th centuries // Былые годы. Российский исторический журнал. № 2. Т. 52, 2019. С. 460—469.